# Solter ardens
Solter ardens är en insektsart som först beskrevs av Navás 1914.  Solter ardens ingår i släktet Solter och familjen myrlejonsländor. Inga underarter finns listade i Catalogue of Life.